# Tuffi ai Giochi della XI Olimpiade
Le competizioni dei tuffi ai  Giochi della XI Olimpiade si sono svolte nei giorni dal 10 al 15 agosto 1936 al Berlin Olympic Swim Stadium.
Come a Los Angeles 1932 si sono svolti 4 eventi: le gare dal trampolino e dalla piattaforma, sia maschili che femminili.

## Calendario
| Tuffi ai Giochi della XI Olimpiade | Tuffi ai Giochi della XI Olimpiade | Tuffi ai Giochi della XI Olimpiade | Tuffi ai Giochi della XI Olimpiade | Tuffi ai Giochi della XI Olimpiade | Tuffi ai Giochi della XI Olimpiade | Tuffi ai Giochi della XI Olimpiade | Tuffi ai Giochi della XI Olimpiade | Tuffi ai Giochi della XI Olimpiade | Tuffi ai Giochi della XI Olimpiade | Tuffi ai Giochi della XI Olimpiade | Tuffi ai Giochi della XI Olimpiade | Tuffi ai Giochi della XI Olimpiade | Tuffi ai Giochi della XI Olimpiade | Tuffi ai Giochi della XI Olimpiade | Tuffi ai Giochi della XI Olimpiade | Tuffi ai Giochi della XI Olimpiade |
| Eventi / Giorni                    | Agosto 1936                        | Agosto 1936                        | Agosto 1936                        | Agosto 1936                        | Agosto 1936                        | Agosto 1936                        | Agosto 1936                        | Agosto 1936                        | Agosto 1936                        | Agosto 1936                        | Agosto 1936                        | Agosto 1936                        | Agosto 1936                        | Agosto 1936                        | Agosto 1936                        | Agosto 1936                        |
| Eventi / Giorni                    | 1                                  | 2                                  | 3                                  | 4                                  | 5                                  | 6                                  | 7                                  | 8                                  | 9                                  | 10                                 | 11                                 | 12                                 | 13                                 | 14                                 | 15                                 | 16                                 |
| ---------------------------------- | ---------------------------------- | ---------------------------------- | ---------------------------------- | ---------------------------------- | ---------------------------------- | ---------------------------------- | ---------------------------------- | ---------------------------------- | ---------------------------------- | ---------------------------------- | ---------------------------------- | ---------------------------------- | ---------------------------------- | ---------------------------------- | ---------------------------------- | ---------------------------------- |
| Maschili                           |                                    |                                    |                                    |                                    |                                    |                                    |                                    |                                    |                                    |                                    |                                    |                                    |                                    |                                    |                                    |                                    |
| Trampolino                         |                                    |                                    |                                    |                                    |                                    |                                    |                                    |                                    |                                    | Obbligatori                        | Finale                             |                                    |                                    |                                    |                                    |                                    |
| Piattaforma                        |                                    |                                    |                                    |                                    |                                    |                                    |                                    |                                    |                                    |                                    |                                    |                                    |                                    | Obbligatori                        | Finale                             |                                    |
| Femminili                          |                                    |                                    |                                    |                                    |                                    |                                    |                                    |                                    |                                    |                                    |                                    |                                    |                                    |                                    |                                    |                                    |
| Trampolino                         |                                    |                                    |                                    |                                    |                                    |                                    |                                    |                                    |                                    |                                    |                                    | Finale                             |                                    |                                    |                                    |                                    |
| Piattaforma                        |                                    |                                    |                                    |                                    |                                    |                                    |                                    |                                    |                                    |                                    |                                    |                                    | Finale                             |                                    |                                    |                                    |

## Podi
| Evento                 | Oro                  | Perform. | Argento         | Perform. | Bronzo               | Perform. |
| Maschili               |                      |          |                 |          |                      |          |
| Trampolino (dettagli)  | Richard Degener      | 163,57   | Marshall Wayne  | 159,56   | Alan Greene          | 146,29   |
| Piattaforma (dettagli) | Marshall Wayne       | 113,58   | Elbert Root     | 110,60   | Hermann Stork        | 110,31   |
| Femminili              |                      |          |                 |          |                      |          |
| Trampolino (dettagli)  | Marjorie Gestring    | 89,27    | Katherine Rawls | 88,35    | Dorothy Poynton-Hill | 82,36    |
| Piattaforma (dettagli) | Dorothy Poynton-Hill | 33,93    | Velma Dunn      | 33,63    | Käthe Köhler         | 33,43    |

## Medagliere
| Posizione | Paese       |   |   |   | Totale |
| --------- | ----------- | - | - | - | ------ |
| 1         | Stati Uniti | 4 | 4 | 2 | 10     |
| 2         | Germania    | 0 | 0 | 2 | 2      |
| Totale    | Totale      | 4 | 4 | 4 | 12     |